# Roc'h Ruz
Le Roc'h Ruz (nom breton signifiant « roc rouge ») est le point culminant de la Bretagne et des monts d'Arrée, qui font partie du Massif armoricain.
Les derniers relevés topographiques effectués par le service des Impôts de Morlaix, dans le cadre de la numérisation du cadastre, indiquent que le point culminant de la Bretagne est situé sur la commune de Plounéour-Ménez. Il s'agit de Roc'h Ruz qui culmine à 385 m d'altitude et est situé dans le Léon. Il est suivi du Ménez Kador entre les communes de Botmeur et de Sizun, puis du Roc'h Trevezel. Précisément, les géomètres du centre des Finances publiques de Morlaix ont déterminé qu'à Plounéour-Ménez le Roc'h Trévézel culmine à 384,89 m, et le Roc'h Ruz à 385,01 m et qu'à Botmeur, le Tuchen Kador atteint 384,91 m mais ces mesures sont à relativiser car le GPS a une marge d'erreur de 10 cm, si bien que ces découvertes ne sont pas certifiées par les instances compétentes. Viennent ensuite : le Roc'h Trédudon (385 m également) et le mont Saint-Michel de Brasparts (381 m).